# Шуляр, Андрей Михайлович
Андрей Михайлович Шуля́р (1918—2010) — советский архитектор.

## Биография
Родился 15 декабря 1918 года в селе Майдан в семье Михаила и Екатерины Шуляров. Отец работал руководителем строительно-эксплуатационной бригады на железной дороге. Младший сын Андрей Шуляр окончил среднюю школу в Станиславе. В 1936 году поступил на общий отдел Государственного института пластических искусств в Кракове. Там же участвовал в деятельности украинского студенческого кружка «Зарево». С началом Великой Отечественной войны прервал обучение и уехал в Подляшье, где работал сельским учителем, а позже — директором школы. К школе относились деревни Плоски, Малашевичи, Стиренец, Заболотье. В 1942 году поступил в Львовскоий политехнический институт. В 1947 году окончил инженерно-строительный факультет, архитектурный факультет (у Ивана Багенского). В 1947—1950 годах работал архитектором Львовского филиала «Гипрогражданстрой». В 1950—1953 годах — архитектор, главный инженер Облпроекта. В 1953—1980 годах был начальником управления по делам строительства и архитектуры Львовского облисполкома, главным архитектором Львовской области. С 1953 года — член СА СССР, с 1980 года — ответственный секретарь Львовского отделения. Член правления Союза архитекторов Украины и Союза архитекторов СССР. Возглавлял дирекцию Дома творчества «Свирж». Автор более 50 работ по благоустройству военных кладбищ, сооружения обелисков, архитектуры малых форм, архитектурно-скульптурных композиций на могилах выдающихся людей в Львовской области и за её пределами.

## Награды и премии
- Заслуженный архитектор УССР (1970)
- Почётный член Украинской академии архитектуры
- Государственная премия УССР имени Т. Г. Шевченко (1986) — за архитектуру села Вузлове Радеховского района Львовской области.